# Alte Aare
Die Alte Aare nennt man die Strecke des ursprünglichen Flusslaufs der Aare zwischen Aarberg und Büren an der Aare. Das meiste Wasser der Aare fliesst seit der ersten Juragewässerkorrektion durch den Hagneckkanal in den Bielersee und aus diesem durch den Nidau-Büren-Kanal und oberhalb von Büren wieder ins alte Flussbett.
Das Ende des Flusslaufs der Alten Aare ist ein Altarm, den der Nidau-Büren-Kanal vom ursprünglichen Lauf der Aare abgeschnitten hat und der heute Teil des Naturschutzreservats Häftli ist.

## Geographie

### Verlauf

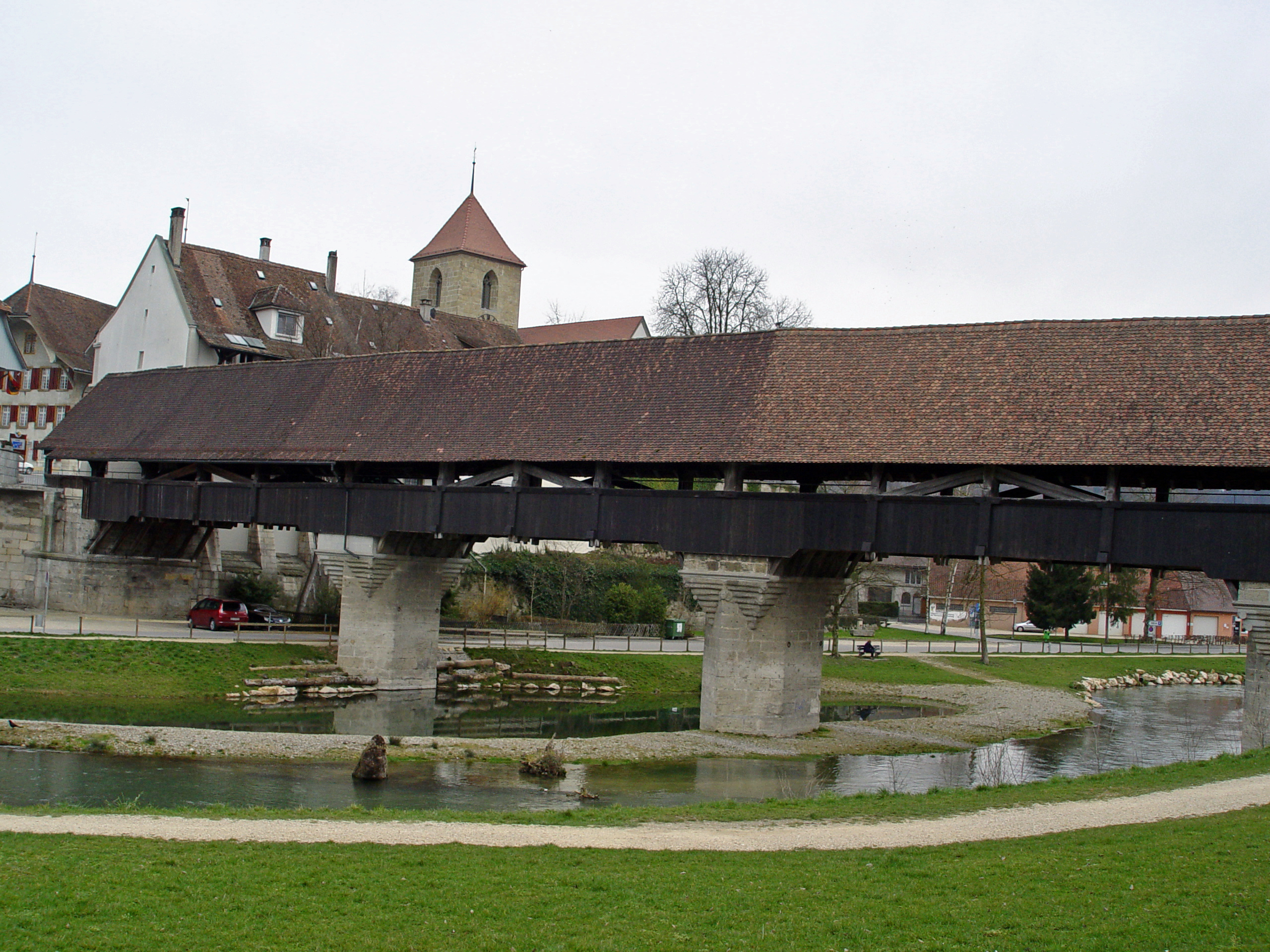
Alte Aare bei Aarberg

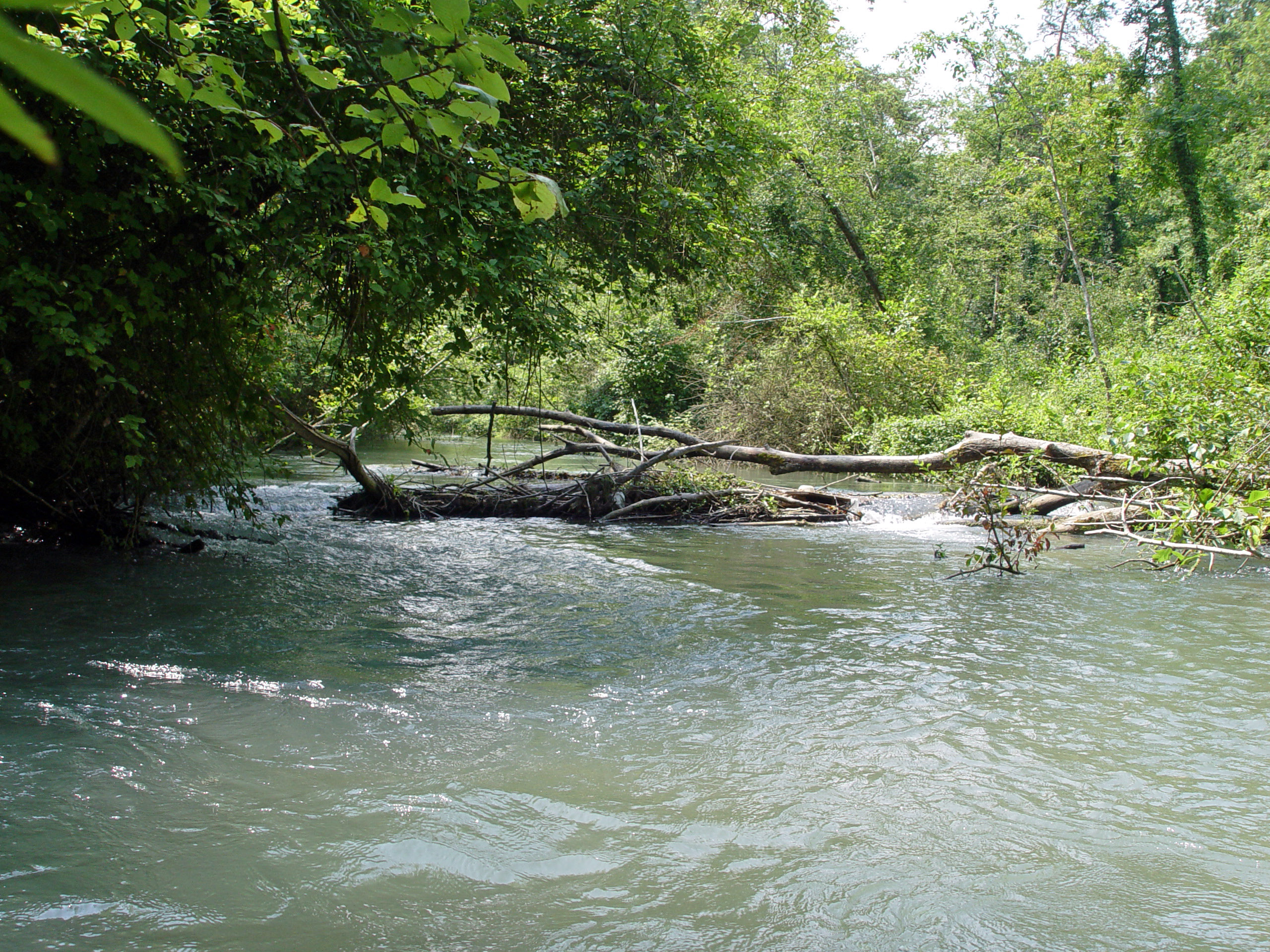
Umgestürzte Bäume auf dem Flusslauf

Die Alte Aare ist der alte Flusslauf, der südlich der Altstadt von Aarberg vor dem Stauwehr des Wasserkraftwerk Aarberg aus der Aare abfliesst und nach etwa 15 Kilometern (13,1 Kilometer Luftlinie) gegenüber dem Häftli, das geographisch ebenfalls zur Alten Aare gehört, in den Nidau-Büren-Kanal (1,9 Kilometer westlich von Büren) und somit in die Aare zurückfliesst.
Die alte Aare fliesst nach Aarberg durch die Gemeindegebiete von Kappelen, Lyss,  Büetigen, Studen, Schwadernau, Dotzigen, Meienried, Safnern, Meinisberg und Büren an der Aare. In Lyss, kurz vor dem Ortsteil Busswil, fliesst der Lyssbach in die Alte Aare. Der Pegelstein bei Dotzigen erinnert an den regen Fährbetrieb vor der ersten Juragewässerkorrektion zwischen Dotzigen und Meienried.
Der Fluss verläuft nach Nordnordost. Die Ufer des heute noch fünf bis sieben Meter breiten Fliessgewässers sind für Menschen wegen des dichten Uferwaldes mit umgestürzten Bäumen schwer zugänglich. Das Wasser ist im Durchschnitt etwa anderthalb Meter tief. Die Strömung beträgt etwa fünf bis sechs Kilometer pro Stunde.
Die Strecke ist zwar für Kajaks und Kanus passierbar, für das Befahren gibt es aber einige Verbote, Schwierigkeiten und Gefahren zu beachten.

### Zuflüsse
Mehrere Fliessgewässer in der Landschaft von Aarberg bis Dotzigen, die vor der Juragewässerkorrektion direkte Zuflüsse der Aare waren, münden jetzt in das Restwasser der Alten Aare:
- Gummebächli (mit Flurkanal Räbmatt) (rechts)
- Siechebach (oder Siechenbachgraben) (rechts)
- Wallislochbach (rechts)
- Lyssbach (rechts)
- Giessen (links)
- Büetigebach (bzw. Dorfbach Büetigen, mit Neumattbächli, früher auch Wasserrad genannt) (rechts)
- Eichibach (rechts)
- Taigrabe (rechts)

## Natur und Umwelt

### Naturschutzgebiet
Zwischen Aarberg und Lyss befindet sich das 194 Hektaren grosse national geschützte Auengebiet Alte Aare: Aarberg-Lyss. Das Naturschutzgebiet Alte Aare: Lyss-Dotzigen ist eine Reliktlandschaft der ehemaligen Flussaue am früheren Lauf der Aare und ein 190 Hektaren grosses Schutzgebiet zwischen den Ortschaften Lyss und Dotzigen. Das 195 Hektaren grosse Naturschutzgebiet Altwässer der Aare und der Zihl befindet sich am unteren Lauf der Alten Aare. Das Schutzgebiet Tannholz-Chatzestiel-Sibirie ist u. a. ein Amphibienlaichgebiet von nationaler Bedeutung.

### Flora und Fauna
Im nördlichen Teil der alten Aare siedeln Störche. Im Fluss sind einige Fischarten heimisch, vorwiegend die Forelle und Hechte.

## Weiterer Altarm
Den etwa 6,8 Kilometer langen Altarm um das Häftli südlich von Meinisberg nennt man oft auch «alte Aare», obwohl es sich hier um ein nahezu stehendes Gewässer handelt, das teilweise versumpft ist.

## Brücken

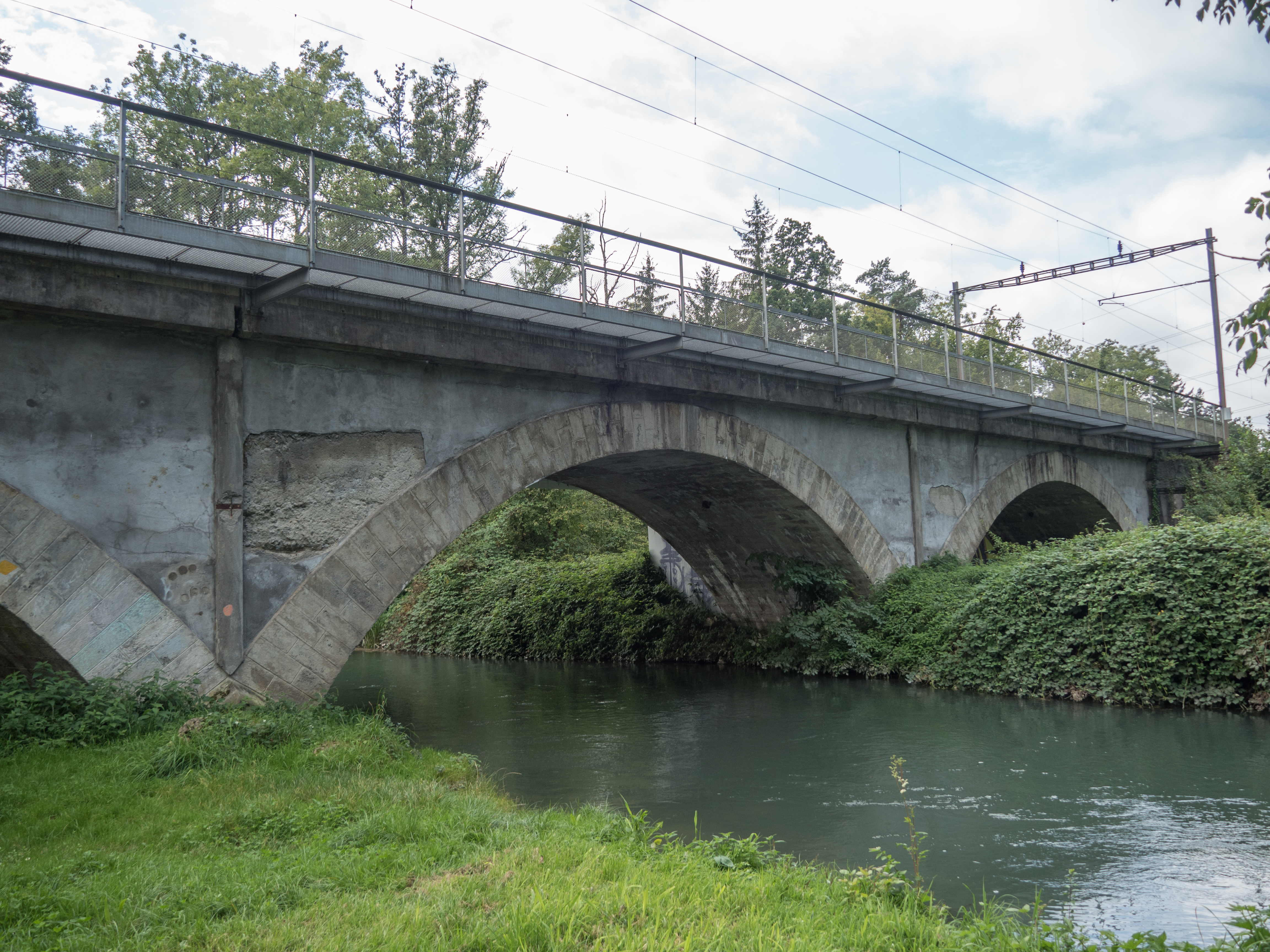
SBB-Bogenbrücke bei Busswil

→ Hauptartikel: Liste der Aarebrücken, Abschnitt «Alte Aare»
33 Brücken überqueren den Fluss: 15 Strassen-, neun Fussgänger-, sieben Feldweg- und zwei Eisenbahnbrücken.